# Риаскос, Дувьер
Дувье́р Орла́ндо Риа́скос Барао́на (исп. Duvier Orlando Riascos Barahona; род. 26 июня 1986, Буэнавентура, департамент Валье-дель-Каука) — колумбийский футболист, нападающий.

## Карьера
Риаскос — выпускник футбольной академии колумбийской «Америки». В 2005 году он дебютировал за основную команду в чемпионате Колумбии, в том же году Дувьер забил свой дебютный гол. В 2006 году он на правах аренды перешёл в команду «Реал Картахена», но уже через полгода вернулся в «Америку».
В 2008 году Дувьер перешёл в венесуэльский клуб «Эстудиантес де Мерида». 17 августа в матче против «Арагуа» он забил дебютный гол за новый клуб. Новому клубу Риаскос помог добраться до финала национального кубка, забив 12 мячей и став лучшим бомбардиром клуба. Летом 2009 года он вернулся на родину на правах аренды перейдя в «Депортиво Кали». 13 июля в матче против «Энвигадо» Дувьер дебютировал за новую команду. 26 июля в поединке против «Депортиво Перейра» Риаскос забил свой первый мяч за клуб.
В январе 2010 года Риаскос перешёл в «Онсе Кальдас», который тут же отдал нападающего в аренду в китайский «Шанхай Шэньхуа». 27 марта в поединке против «Чангша Гинде» он дебютировал в китайской Суперлиге. В следующем матче, против «Нанчанг Баи» Дувьер забил свой первый мяч. В своем первом сезоне он забил 20 голов в 28 встречах и завоевал звание Лучшего бомбардира чемпионата и Лучшего футболиста Суперлиги.
Летом 2011 года Раискос перешёл в мексиканскую «Америку» и сразу же был отдан в аренду в «Пуэблу». 24 июля в матче против «Атласа» Дувьер дебютировал в мексиканской Примере, заменив во втором тайме Луиса Гарсию. 31 июля в поединке против «Пачуки» Риаскос забил свой первый гол за новый клуб. За полгода в составе «Пуэблы» он принял участие в 16 встречах и забил 6 мячей.
После окончания срока аренды, трансфер нападающего выкупил дебютант чемпионата, «Тихуана». 7 января 2012 года в матче против «Монаркас Морелия» Дувьер дебютировал за новую команду. 5 февраля в поединке против свой бывшей команды «Пуэблы» Риаскос забил первый гол за новый «Тихуану». В своем первом сезоне Дувьер стал чемпионом Мексики. 15 мая 2013 года в ответном поединке 1/8 финала Кубка Либертадорес против бразильского «Палмейраса» Дувбер забил гол, который позволил «Тихуане» выйти в 1/4 финала соревнований.
Летом 2013 года Дувьер перешёл в «Пачуку». 21 июля в матче против «Толуки» он дебютировал за новый клуб. 31 августа в поединке против «Монаркас Морелия» Риаскос забил свой первый гол за «Пачуку». В начале 2014 года Дувьер присоединился к «Монаркас Морелия». 4 января в матче против «Керетаро» он дебютировал за «персиков». 18 января в поединке против УАНЛ Тигрес Риаскос забил свой первый гол за «Монаркас Морелия». В том же году он помог клубу завоевать Суперкубок Мексики.
В начале 2015 года Риаскос перешёл в бразильский «Крузейро». 24 мая в матче против «Понте-Прета» он дебютировал в бразильской Серии A. Летом того же года для получения игровой практики Дувьер на правах аренды перешёл в «Васко да Гама». 31 мая в матче против «Атлетико Минейро» он дебютировал за новую команду. 20 июня в поединке против «Спорт Ресифи» Риаскос забил свой первый гол за «Васко да Гама». По итогам сезона клуб вылетел из элиты, но Дувьер продолжил выступления за «Васко» в Серии B и даже помог клубу выиграть Лигу Кариока. Летом 2016 года Риаскос вернулся в «Крузейро». 12 июня в матче против «Атлетико Минейро» он забил свой первый гол за «Крузейро».
В начале 2017 года Дувьер вернулся на родину подписав контракт с «Мильонариос». 1 марта в матче против «Ла Экидад» он дебютировал за новую команду. 12 марта в поединке против «Америки» из Кали Риаскос забил свой первый гол за «Мильонариос». В начале 2018 года Дувьер в «Васко да Гама». Летом того же года Риаскос перешёл в «Далянь Ифан».

## Достижения
Командные
- Чемпион штата Рио-де-Жанейро (1): 2016
- Чемпион Колумбии (1): Финалисасьон 2017
- Чемпион Мексики (1): Апертура 2012
- Обладатель Суперкубка Мексики (1): 2014
- Обладатель Суперкубка Чили (1): 2019

Личные
- Лучший бомбардир Кубка Венесуэлы — 2008
- Футболист года в Китае — 2010
- Лучший бомбардир чемпионата Китая — 2010